# Тохтасьев, Сергей Ремирович
Серге́й Реми́рович Тохта́сьев (19 декабря 1957 — 23 февраля 2018) — советский и российский историк и лингвист. Кандидат исторических наук. Старший научный сотрудник сектора Древнего Востока Института восточных рукописей РАН.

## Биография
В 1980 году окончил исторический факультет ЛГУ по кафедре истории Древней Греции и Древнего Рима. Имел более 130 публикаций на тему антиковедения и иранистики.
На основе анализа письменных источников о киммерийцах и историографии вопроса С. Р. Тохтасьев подверг сомнению гипотезу, что этот народ действительно обитал в районе Боспора Киммерийского и других, соответствующим образом поименованных топонимах.
С. Р. Тохтасьев являлся главой готовящегося в Санкт-Петербурге нового издания свода античных надписей Боспора (IOSPE. II, ed. 3), написав около двух десятков статей, касающихся этой задачи.
В коллективном труде «Свод древнейших сведений о славянах» (1991) Тохтасьев обеспечил интерпретацию важнейших сведений о первых славянах. В издании «Основы балканского языкознания» −2 (1998) Тохтасьев написал главу «Древнейшие свидетельства славянского языка на Балканах».
Продолжая работу по этнической истории Восточной Европы с древнейших времен до нашего времени, Тохтасьев написал более 20 статей, где анализировал десятки сарматских имен.
Ещё ранее, в 2005 году, он капитально рассмотрел проблему скифского языка.
Погиб при пожаре в своей квартире в 2018 году.

## Участие в конференциях
- Ведущий дневного заседания в первый день, а также доклад «Еще раз о делосских колонистах Херсонеса Таврического» на научной конференции памяти Ю. Г. Виноградова, проходившей 23-24 декабря 2011[7][значимость факта?]
- Доклады «Thracica 2: ἄργιλλαι и другие», а также «Древнееврейские имена на Боспоре» совместно с И. Л. Левинской на международном симпозиуме «Античная балканистика 6», проходившем 18-22 октября 1988 года[8][значимость факта?]
- Доклад, посвященный торговым связям греческих городов по данным археологии и эпиграфики совместно с (P. Dupont, Франция) на международной научной конференции: «Культура архаической Греции: история, археология, искусство и музеология», 23-25 июня 2005 года[9][значимость факта?]
- Доклад «О применении компьютерной программы PETRAE в работе над новым изданием свода боспорских надписей» и «Тип склонения антропонимов -âς -âτος, -οûς -οûτος» на Годичной сессии ИВР РАН, 2009 год[10][значимость факта?]

## Основные работы
Книги
- Алексеев А. Ю., Качалова Н. К., Тохтасьев С. Р. Киммерийцы: этнокультурная принадлежность. — СПб., 1993.
- Язык трактата Константина Багрянородного De administrando imperio и его иноязычная лексика. СПб.: Наука, 2018. ISBN 978-5-02-039559-6

Составитель и редактор
- Дьяконов И. М. История Мидии от древнейших времён до конца IV века до н. э. / Под ред. С. Р. Тохтасьева, В. А. Якобсона.. — 2-е изд., доп. — СПб.: Филолог. фак-т СПбГУ, 2008. — 572 с. — (Исторические исследования). — 1000 экз. — ISBN 978-5-8465-0635-0.

Статьи и главы в коллективных трудах
- Виноградов Ю. А., Тохтасьев С. Р. Ранняя оборонительная стена Мирмекия // Вестник древней истории. — 1994. — № 1. — С. 54—63.
- Гл. 2. Древнейшие свидетельства славянского языка на Балканах // Основы балканского языкознания. Языки балканского региона. Ч. 2 (славянские языки) / Под ред. А. В. Десницкой и Н. И. Толстого. — СПб.: Наука, 1998. — С. 29—57. — 295 с.
- Надгробная стела сыновей Аттеса из Мирмекия // Вестник древней истории. — 2006. — № 1. — С. 72—79.
- К ономастикону и датировке херсонесских остраконов // Вестник древней истории. — 2007. — № 2. — С. 110—125.